# Rusk, Texas
Rusk är administrativ huvudort i Cherokee County i den amerikanska delstaten Texas med en yta av 17,7 km² och en folkmängd som uppgår till 5 191 invånare (2000). Rusk är countyts näst största stad och har fått sitt namn efter politikern Thomas Jefferson Rusk.